# Большой Кидаш

Большой Кидаш (Идяш) (баш. Оло Ҡыҙаш) — река в России, протекает по территории Туймазинский и Буздякского районов Башкортостана. Устье реки находится в 118 км по левому берегу реки Чермасан. Длина реки — 38 км, площадь водосборного бассейна — 309 км².
Слева в 13 км от устья в Большой Кидаш впадает Малый Кидаш.
Селения: Копей-Кубово, Большая Устюба, Старый Буздяк, Шланлыкулево.

## Данные водного реестра
По данным государственного водного реестра России относится к Камскому бассейновому округу, водохозяйственный участок реки — Белая от города Уфы до города Бирска, речной подбассейн реки — Белая. Речной бассейн реки — Кама.
По данным геоинформационной системы водохозяйственного районирования территории РФ, подготовленной Федеральным агентством водных ресурсов:
- Код водного объекта в государственном водном реестре — 10010201512111100025248
- Код по гидрологической изученности (ГИ) — 111102524
- Код бассейна — 10.01.02.015
- Номер тома по ГИ — 11
- Выпуск по ГИ — 1

## Топографические карты
- Лист карты N-40-49 Кандры. Масштаб: 1 : 100 000. Состояние местности на 1983 год. Издание 1987 г. — устье
- Лист карты N-40-50 Буздяк. Масштаб: 1 : 100 000. Состояние местности на 1983 год. Издание 1987 г. — впадение